# Mežotne slott
Mežotne slott (lettiska: Mežotne pils, tyska: Schloss Mesothen) är ett nyklassicistiskt slott i Lettland.

## Historia
Ett gods grundlades på platsen under 1600-talet, och 1795 skänktes det av Katarina den stora till Charlotte von Lieven, som varit guvernant åt kejsarinnans barnbarn. År 1797 gjordes godset till fideikommiss för familjen von Lieven. Efter Lettlands självständighetsförklaring och den landreform som följde år 1920, förlorade Anatol von Lieven godset som blev statlig egendom. Mellan 1921 och 1944 inrymde slottet en lantbruksskola. Slottet skadades i strider under andra världskriget.

## Arkitektur
Slottet byggdes mellan åren 1797 och 1802 till ritningar av arkitekt Giacomo Quarenghi. Den saxiske arkitekten Johan Georg Adam Berlitz övervakade byggnationen. Slottet anses allmän vara ett av de främsta exemplen i Lettland på nyklassicism.